# 太陽の犬
『太陽の犬』（たいようのいぬ）は、1988年2月3日から同年3月23日まで日本テレビ系列局で放送された東北新社製作のテレビドラマである。全8回。放送時間は毎週水曜 19:00 - 19:54 （日本標準時）。
『犬笛・娘よ、生命の笛を吹け』、『黄金の犬』、『炎の犬』、『パパになりたかった犬』に続く、日本テレビ「犬シリーズ」の第5作。

## ストーリー
江藤恭司は麻薬密輸ルートとその組織を追っている横浜中央署の刑事。麻薬密輸船と思わしき船内に突入するが、中に麻薬は無かった。この時犯人逮捕は失敗に終わり、江藤は川井と共に麻薬捜査班から外される。憂さ晴らしにと、江藤一家は鳥取県の大山にある別荘へ。しかしそこで重森ら麻薬密輸組織の一味に出会い、愛犬・ナナと共に追跡を開始。やがて中平県警局長がこの組織とつながっていることを知るが、不意を突かれて恭司は組織に捕えられ、組織と内通したという疑いが持たれたままで殺害される。恭司は死の間際に組織の黒幕の名と真相を書いたメモをナナの首輪に挟んで託した。中学2年生の娘・久美は、父の無実を信じて冤罪を晴らすためにナナとリョウと共に犯人たちの攻撃をかわしながら、父の死の謎を追い、我が家のある横浜を目指し旅に出る。大山から、岐阜、飛騨、日本アルプス、八ヶ岳、大菩薩峠、富士山麓と苦難の旅を通じて、愛犬と江藤家との心温まる交流を描いた。猟犬であるナナはゴールトンホイッスルという笛で主人の思いの通りに行動するように訓練されているという設定。

## 出演者
- 江藤久美：坂上香織
- 母犬・ナナ（秋田犬）
- 子犬・リョウ（秋田犬）
- 江藤久江：中田喜子
- 江藤真人：中垣克麻
- 江藤恭司：竜雷太
- 藤村史郎（刑事）：小野寺昭
- 川井年男（刑事）：石田純一
- 中平洋造（県警局長）：西沢利明
- 重森伸彦：大地康雄
- 辻堂：黒部進
- 大瀬正明：河原崎建三
- 島村：青木卓
- 郷間：田中明夫
- 高峰幸司：西田健
- 塩田：十貫寺梅軒
- 土屋：中野誠也
- 石井富子
- 山野耕一：下條アトム
- 田宮俊一：入江正徳
- 渡辺哲
- 小池雄介
- 横谷雄二
- 中村銀次
- 恭子：持田美保
- 知佳：山辺有紀
- 澄子：山崎美穂
- ナレーター：矢島正明

## スタッフ
- 脚本：白井更生（全話担当）
- 監督：帯盛迪彦、高瀬昌弘、池広一夫、山本迪夫
- 音楽：志熊研三
- 整音：山本逸美（映広）
- 音響効果：宮田音響
- 現像：東京現像所
- 企画：小坂敬
- プロデュース：大久保豊、伊藤満
- 製作協力：ライトヴィジョン
- 製作著作：東北新社

## 主題歌
- 眠れぬ夜を過ぎて（歌：野崎沙穂（フォーライフ）） - デボラ・ギブソンの「フーリッシュ・ビート」のカバー曲。

## サブタイトル
| 各話                                                      | 放送日        | サブタイトル                                                                | 監督     | 視聴率 |
| --------------------------------------------------------- | ------------- | --------------------------------------------------------------------------- | -------- | ------ |
| 第1話                                                     | 1988年2月3日  | 雪山に母犬ナナは散る! 息子リョウよ命をかけて帰巣本能の旅1200キロを走りぬけ! | 池広一夫 | 13.3%  |
| 第2話                                                     | 1988年2月10日 | 傷ついた母犬ナナの前に冬の海・リョウよ久美よ! 愛の笛を吹きつづけよ!         | 高瀬昌弘 | 8.6%   |
| 第3話                                                     | 1988年2月17日 | 越冬の海・母犬ナナは小舟に! リョウよ! 残された血の秘密をとけ!               | 高瀬昌弘 | 10.0%  |
| 第4話                                                     | 1988年2月24日 | 飛騨高山に雪はふる・泣くなリョウ! 母ナナのいとしき子別れの儀式に!           | 高瀬昌弘 | 12.2%  |
| 第5話                                                     | 1988年3月2日  | 挽歌よひびけアルプスに! リョウよまもれ命をかけて! 母ナナの宝の首輪を        | 山本迪夫 | 12.2%  |
| 第6話                                                     | 1988年3月9日  | 一年後八ヶ岳・甦れリョウ! 人間不信の野性の叫びにいまこそ真実の愛を!         | 帯盛迪彦 | 13.3%  |
| 第7話                                                     | 1988年3月16日 | 夕焼け悲し大菩薩・誇り高き首領リョウ! 今こそ開け母のペンダントを!           | 帯盛迪彦 | 12.4%  |
| 第8話                                                     | 1988年3月23日 | 富士に舞う正義の炎・生あるものの運命・リョウよ! また逢う日まで!             | 池広一夫 | 14.1%  |
| 平均視聴率12.0%（視聴率は関東地区・ビデオリサーチ社調べ） |               |                                                                             |          |        |